# Elena Leeve

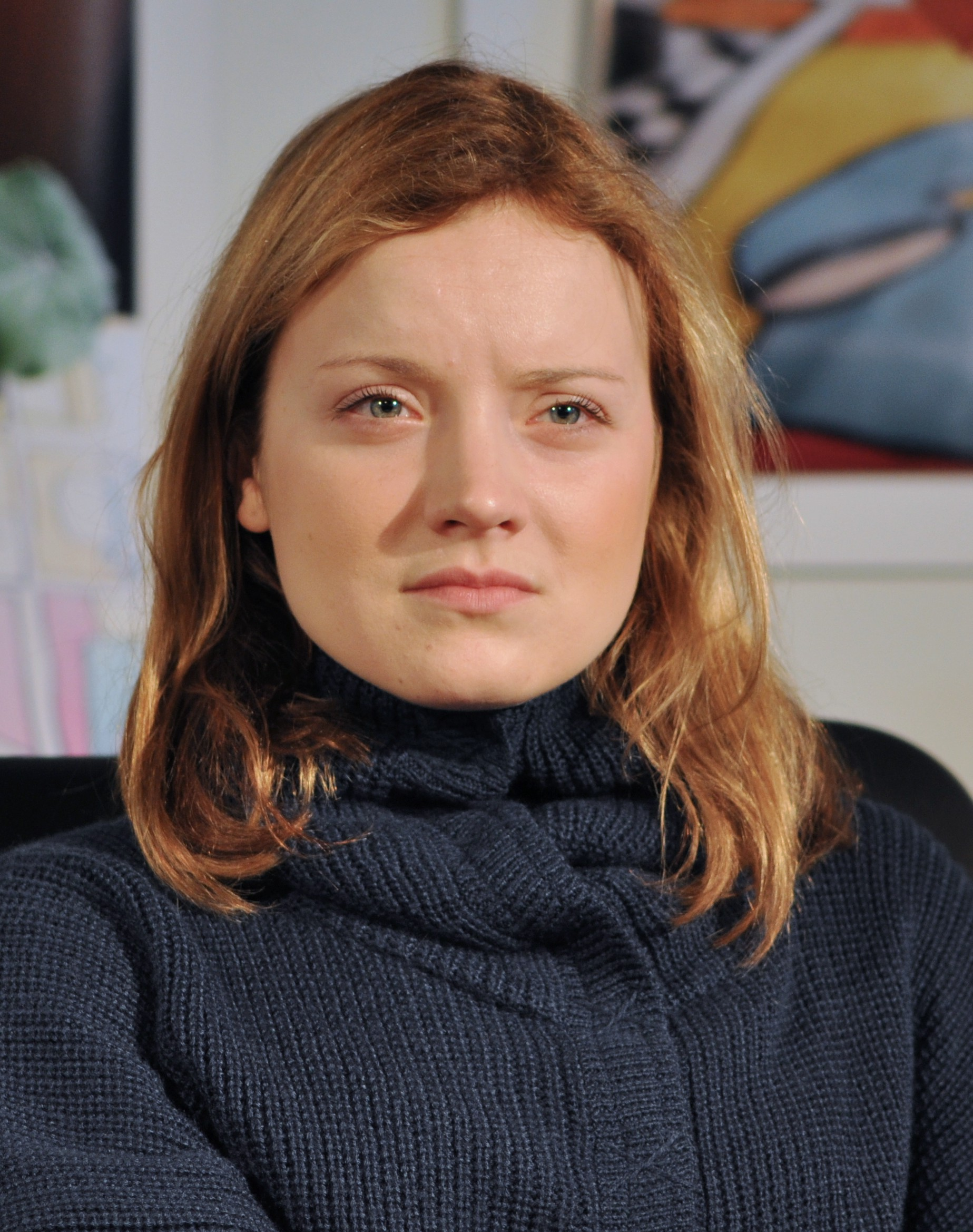
Elena Leeve (2009)

Elena Maire Karin Leeve (* 1. Februar 1983 in Helsinki) ist eine finnische Schauspielerin.

## Leben
Elena Maire Karin Leeve wurde als Tochter einer Bibliothekarin und eines Bootmechanikers geboren. Ihre Zwillingsschwester ist die Kostümbildnerin Emmi Leeve. Mit der Schauspielerei begann sie bereits im Alter von sieben Jahren. Ihr Leinwanddebüt gab sie 1997 in dem Drama Minerva. 1999 wurde sie für ihre Rolle in dem Drama Feuerschlucker mit dem finnischen Filmpreis Jussi als Beste Hauptdarstellerin ausgezeichnet.
Die finnische Rockgruppe Maj Karma veröffentlichte auf dem 2003 erschienenen Album Metallisydän einen Song mit dem Namen Elena Leeve.
Leeve war mit dem Schauspieler Jussi Nikkilä verheiratet. Zusammen haben sie zwei gemeinsame Kinder. Sie ließen sich 2020 scheiden.

## Filmografie (Auswahl)
- 1997: Minerva
- 1997: Sechs in Gefahr (Kuusikko ja kuoleman varjot, Fernsehserie, sechs Folgen)
- 1998: Feuerschlucker (Tulennielijä)
- 2001: Fahrradfieber – Cyclomania (Cyclomania)
- 2005: Das Mädchen und der Rapper (Tyttö sinä olet tähti)
- 2018: Arctic Circle – Der unsichtbare Tod (Ivalo, Fernsehserie, fünf Folgen)
- 2021: Sihja – Rebellion in der Luft (Sihja – kapinaa ilmassa)